# Uche Agbo
Uche Henry Agbo (Kano, 4 de diciembre de 1995) es un futbolista nigeriano, juega como centrocampista y su club es el F. C. Aktobe de la Liga Premier de Kazajistán.

## Trayectoria
Comenzó a jugar para el Bai Boys de su localidad natal, y fue transferido al Taraba en 2010. En mayo de 2011 fichó por el JUTH.
En enero de 2012 se unió al Enyimba International F. C., junto con su compañero de equipo James Amankwei. Hizo su debut con el club el 28 de abril de 2013, al entrar como sustituto del segundo tiempo en la victoria por 2-0 contra los Dolphins.
En octubre de 2013 pasó al Udinese Calcio. En marzo de 2014 se trasladó al Granada Club de Fútbol, con un contrato con los andaluces hasta el año 2018.
Durante la temporada 2019-20 fue cedido al Sporting de Braga por el Standard Lieja de la Primera División de Bélgica.
En enero de 2020, tras haberse cancelado su cesión en el equipo portugués, llegó cedido al R. C. Deportivo de La Coruña de la Segunda División de España hasta el final de temporada. En septiembre de 2020, tras rescindir su contrato con el Standard Lieja, regresó al conjunto gallego y firmó por cuatro temporadas.
El 3 de septiembre de 2021, tras rescindir su contrato con el R. C. Deportivo de La Coruña, firmó por el Š. K. Slovan Bratislava de Eslovaquia. Dos años y medio después llegó a un acuerdo para su salida y fichó por el F. C. Aktobe.

## Selección nacional
En 2013 jugó tres partidos en la selección de fútbol sub-20 de Nigeria, llegando a jugar un partido de la Copa Mundial de Fútbol Sub-20 de 2013 contra Portugal, y quedando eliminados en octavos de final contra selección de fútbol sub-20 de Uruguay por 1-2.

### Participaciones en Copas del Mundo
| Mundial                               | Sede    | Resultado        | Partidos | Goles |
| ------------------------------------- | ------- | ---------------- | -------- | ----- |
| Copa Mundial de Fútbol Sub-20 de 2013 | Turquía | Octavos de final | 1        | 0     |

## Clubes
| Club                                  | País       | Año       |
| ------------------------------------- | ---------- | --------- |
| Taraba F. C.                          | Nigeria    | 2010-2011 |
| JUTH F. C.                            | Nigeria    | 2011-2012 |
| Enyimba International F. C.           | Nigeria    | 2012-2013 |
| Udinese Calcio                        | Italia     | 2013-2016 |
| Granada C. F. "B" (cedido)            | España     | 2014-2015 |
| Granada C. F. (cedido)                | España     | 2015-2016 |
| Watford F. C.                         | Inglaterra | 2016-2017 |
| Granada C. F. (cedido)                | España     | 2016-2017 |
| Standard de Lieja                     | Bélgica    | 2017-2020 |
| Rayo Vallecano (cedido)               | España     | 2019      |
| S. C. Braga (cedido)                  | Portugal   | 2019-2020 |
| R. C. Deportivo de La Coruña (cedido) | España     | 2020      |
| R. C. Deportivo de La Coruña          | España     | 2020-2021 |
| Š. K. Slovan Bratislava               | Eslovaquia | 2021-2024 |
| F. C. Aktobe                          | Kazajistán | 2024-     |

## Palmarés

### Títulos nacionales
| Título                  | Club                    | País       | Año  |
| ----------------------- | ----------------------- | ---------- | ---- |
| Copa de Bélgica         | Standard de Lieja       | Bélgica    | 2018 |
| Superliga de Eslovaquia | Š. K. Slovan Bratislava | Eslovaquia | 2022 |
| Superliga de Eslovaquia | Š. K. Slovan Bratislava | Eslovaquia | 2023 |
| Copa de Kazajistán      | F. C. Aktobe            | Kazajistán | 2024 |